# COSMOS 1705033
COSMOS 1705033 è una galassia spirale barrata situata nella costellazione del Sestante con un redshift di z = 0,35 pari a 3,742 miliardi di anni luce.
Questa galassia è stata oggetto di uno studio, insieme a più di altre 2000 galassie spirali, condotto nell'ambito del più grande censimento di galassie utilizzando l'Advanced Camera for Surveys del Telescopio spaziale Hubble. Le osservazioni fanno poi parte del Cosmic Evolution Survey (COSMOS).